# Йоанис Содис
Йоанис Содис (на гръцки: Ιωάννης Σόντης) е виден гръцки юрист, академик на Атинската академия.

## Биография
Роден е в 1907 година в Битоля. Учи право в Атинския университет. Защитава докторат в Хайделберг. В 1938 година е избран за професор по гражданско право в Юридическото училище при Атинския университет в 1953 година става доцент. В 1957 година става професор и в 1972 година напуска като почетен професор. В 1942 година е избран за професор по гражданско право в Училището за политически науки на Университета „Пантеон“. В 1963 година става декан на Юридическото училище на Атинския университет. В 1980 година е избран за академик.
В 1963 – 1964 година е министър на правосъдието в правителството на Йоанис Параскевопулос.